# Stop Thief! (film fra 1920)
 For alternative betydninger, se Stop Thief!. (Se også artikler, som begynder med Stop Thief!)
Stop Thief! er en amerikansk stumfilm fra 1920 af Harry Beaumont.

## Medvirkende
- Tom Moore - Jack Dougan
- Hazel Daly - Snatcher Nell
- Irene Rich - Madge Carr
- Kate Lester - Mrs. Carr
- Molly Malone - Joan Carr
- Edward McWade - Mr. Carr
- Raymond Hatton - James Cluney
- Harris Gordon - Dr. Willoughby
- Henry Ralston - Reverend Spelvin
- John Lince - Thompson
- Maurice Flynn